# Naomi Alderman
Pour les articles homonymes, voir Alderman.
Œuvres principales
- La Désobéissance

Naomi Alderman, née en 1974 à Londres, est une romancière et conceptrice de jeux vidéo britannique.

## Biographie
Fille du spécialiste de l'histoire anglo-juive Geoffrey Alderman (en), Naomi Alderman fait ses études à la South Hampstead High School (en). Dès l'adolescence, elle est une militante féministe et demeure depuis une fervente partisane des droits des femmes, ce qui ne va pas sans causer des heurts et frictions avec son milieu familial conservateur. 
Elle s'inscrit au Lincoln College de l'université d'Oxford, où elle étudie la philosophie, la politique et l'économie. Le suicide de son oncle, qui stupéfie toute sa famille, l'incite un temps à se soumettre à l'autorité exercée sur elle par ses parents. 
Après ses études, elle travaille un temps dans le milieu de l'édition du livre pour enfants, puis dans un cabinet d'avocats. Dans le cadre de ce dernier emploi, elle séjourne aux États-Unis, où elle découvre l'univers de Buffy contre les vampires. Elle étudie ensuite l'écriture créative à l'université d'East Anglia avant de devenir romancière. 
En 2007 paraît son premier roman, La Désobéissance (Disobedience), qui raconte l'amour difficile entre deux femmes de la communauté juive orthodoxe de Londres. La même année, le Sunday Times la nomme Jeune écrivain de l'année.
En 2012, elle obtient un poste de professeur d'écriture créative à l'université de Bath Spa. Elle signe également une chronique mensuelle sur la technologie dans le The Guardian.
En 2016, elle publie Le Pouvoir (The Power), un roman dystopique, lauréat du Baileys Women's Prize for Fiction 2017, où apparaît l'influence de la romancière canadienne Margaret Atwood.

## Œuvre

### SérieDoctor Who
- Temps d'emprunt, Milady, 2012 ((en) Borrowed Time, 2011)

### Romans indépendants
- La Désobéissance, L'Olivier, 2008 ((en) Disobedience, 2007)
- Mauvais Genre, L'Olivier, 2011 ((en) The Lessons, 2010)
- (en) The Liars' Gospel, 2014
- Le Pouvoir, Calmann-Lévy, 2018 ((en) The Power, 2016), trad. Christine Barbaste  (ISBN 978-2-7021-6340-5)
- Le futur, Éditions Gallimard, 2024 ((en) The Future, Simon & Schuster, 2023), trad. Jessica Shapiro, 528 p.  (ISBN 9782073022929)

## Prix et distinctions
- 2009 : Prix République du Glamour pour La Désobéissance[2]
- 2017 : Baileys Women's Prize for Fiction pour Le Pouvoir

## Adaptation

### Cinéma
- 2017 : Désobéissance, film britannico-américano-irlandais réalisé par Sebastián Lelio[3], avec Rachel McAdams et Rachel Weisz